# Sulnowo (gromada)
Sulnowo (od 31 XII 1959 Świecie) – dawna gromada, czyli najmniejsza jednostka podziału terytorialnego Polskiej Rzeczypospolitej Ludowej w latach 1954–1972.
Gromady, z gromadzkimi radami narodowymi (GRN) jako organami władzy najniższego stopnia na wsi, funkcjonowały od reformy reorganizującej administrację wiejską przeprowadzonej jesienią 1954 do momentu ich zniesienia z dniem 1 stycznia 1973, tym samym wypierając organizację gminną w latach 1954–1972.
Gromadę Sulnowo z siedzibą GRN w Sulnowie utworzono – jako jedną z 8759 gromad na obszarze Polski – w powiecie świeckim w woj. bydgoskim, na mocy uchwały nr 24/12 WRN w Bydgoszczy z dnia 5 października 1954. W skład jednostki weszły obszary dotychczasowych gromad Sulnowo, Czaple i Dziki oraz wsie Sulnówko i Skarszewy z dotychczasowej gromady Sulnówko ze zniesionej gminy Świecie w tymże powiecie. Dla gromady ustalono 23 członków gromadzkiej rady narodowej.
31 grudnia 1959 gromadę Sulnowo zniesiono przez przeniesienie siedziby GRN z Sulnowa do Świecia i zmianę nazwy jednostki na gromada Świecie.